# Rhythmeen
Rhythmeen (англ. производное от существительного «a rhythm», ритм) — двенадцатый студийный альбом рок-группы ZZ Top, выпущенный в 1996 году на лейбле RCA Records. Последний альбом, который продюсировал бессменный менеджер группы Билл Хэм. Альбом занял 29-е место в американском чарте Billboard 200.

## Название альбома
Название альбома выдуманное. Как сказал Билли Гиббонс: «У нас сначала было рабочее название Nearing The Completion Stage (англ. Приближаясь к заключительному этапу). Но был [в записанном материале] бит на слабых долях, такой крутой грув, который прямо-таки напал на нас, и стал прочной, постоянно повторяющейся частью альбома. Ну и мы начали свою привычную игру со словами, тасуя слова до тех пор, пока мы не пришли к собственному изобретению — кайфовому эликсиру под названием Rhythmeen». Название альбома, по словам Гиббонса, означает некую «вытяжку из крутых ритмов» ("drawing from mean rhythms). Как описывал Гиббонс, «Я отметил, что как мы только возвращались к опробованному и честному способу трёх парней, возникало однозначное „m-e-e-e-an“-чувство, на фоне ударных, когда звук барабанов заполнял студию и достигал переполненности этим крутым ритмом».
Определению соответствует и обложка альбома, на которой изображён пузырёк с ярлычком, в котором по-видимому и находится эта вытяжка, эликсир.

## Об альбоме
Группа отправилась в студию для записи нового альбома в 1995 году, вскоре после окончания в декабре 1994 года Antenna World Tour. Концепция альбома возникла после того, когда в 1995 году Роберт Родригес попросил группу дать какой-нибудь материал для саундтрека фильма «От заката до рассвета». Группа предложила песню «Mexican Blackbird» 1975 года, и в течение получаса записала две новые песни: «She’s Just Killing Me» и «Vincent Price Blues». Запись была ещё «сырая», группа хотела переписать песни, но Роберт Родригес настоял на том, чтобы они остались в первоначальном варианте. «После этого мы задумались, а может дело в том, что просто позволить полёт музыки — это хорошая идея» и «Это заставило нас задуматься, а надо ли нам на сегодняшний день так уж сглаживать и полировать».
В результате ZZ Top вернулись к своим корням, представив публике альбом, записанный трио: с минимальным набором инструментов, без использования каких-либо синтезаторов, драм-машин и наложений. Однако группа не осталась в стороне от экспериментов, но на этот раз они носили несколько иной характер, чем в предыдущих альбомах. Во-первых, группа экспериментировала с перкуссией, используя ряд нетипичных ударных инструментов, в основном африканского происхождения. «Мы хотели выслать музыкальный маячок, который бы отразил первозданную сущность блюза, которую, как мы чувствовали? можно было отследить до африканских корней». Во-вторых, что было важнее, Гиббонс много экспериментировал с гитарным звуком, как с точки зрения музыкальной, так и с технической. Прежде всего, был понижен гитарный строй. «Сначала мы первыми в мире настроили гитару в „ре“, это подстегнуло к настройке в „си“, а затем это всё вылилось в размер, где мы заряжали в низком „ля“…и это всё сплавилось». Затем Гиббонс активно работал с настройками гитарной педали (Bixonic Expandora Distortion Guitar Effect Pedal), к которой была подключена перенастроенная основная гитара, использованная в альбоме: 1955 Gibson Les Paul Goldtop, а также с двумя усилителями, модифицированным Marshall 100 и предварительным усилителем Marshall’s JMP-1. Сочетание двух усилителей, по словам Гиббонса, создало «удивительный и натуральный эффект эхо, который группа использует по сей день». Большая часть альбома была записана в John’s House of Funk (Хьюстон). Во время записи Гиббонс много работал слайд-техникой, используя боттлнек: «…гитарные партии в альбоме довольно сдержаны, это все из-за того, что на пальце у меня постоянно был боттлнек. Мы старались избегать раздельных партий ритм-гитары и слайд-гитары; все, что ты слышишь в этом альбоме — это мы втроем играем вживую. Всего лишь группа, которая знает свое дело».
Результатом этой работы стал изменившийся, что отмечается многими обозревателями, звук гитары, и как следствие, всего альбома. «Стиль звука Билли здесь насыщенный, коричневый и низко настроенный… Если вам неясно, что такое „коричневый звук“, то Rhythmeen коричневый настолько, насколько нужно». «„Вытяжка из крутых ритмов“, Rhythmeen полон плотного, традиционного грува и электрогитар в грязном стиле — музыки, унаследованной от кондового блюза Элмора Джеймса и продвинутых смелых запилов Джими Хендрикса».
Отзывы об альбоме были разными. Естественно, что многие фанаты одобрили возврат группы к своим блюзовым корням. «Долго ожидаемое возвращение ZZ Top к блюзу наконец-то завершилось в 1996 году, больше чем через десятилетие с того времени, когда они отказались от своего простого трёхаккордного буги в пользу синтезаторного и драм-машинного трёхаккордного буги». «В целом это альбом, в котором убрано всё лишнее, „сырой“ (хотя хорошо спродюсированный) результат творчества группы из трёх человек».
«На Rhythmeen группа снова демонстрирует гаражный блюз, оставив в стороне арена-рок. Песни грязнее, жёстче вырублены, а вокал грубее, чем на любой другой работе группы. Но если каждый фан мечтал о возвращении к таком обнажённому звуку, почему же у альбома нет высочайших оценок?».
Действительно, возвращение, которое долго ожидалось, не стало триумфальным: материал альбома, хоть и представлял собой чистый блюз в духе 1970-х, оказался скучным. «Хотя звучание ZZ Top, исполненное с непристойным энтузиазмом, которого они не показывали с 70-х, восстановилось, они просто не выдали достаточного количества интересных песен и риффов, чтоб достичь подлинного возвращения в форму. Для преданных фанатов это было долгожданным возвращением к их классическому звуку «La Grange», но любой, у кого был только преходящий интерес к группе, удивится, куда ушли все хуки». В целом положительном отзыве, вышедшем в декабре 1996 года тем не менее отмечается, что «Rhythmeen страдает той же болезнью, что и большинство альбомов ZZ Top: через какое-то время песни становятся монотонными». Ещё один обозреватель сказал, что «Новый Rhythmeen расхваливается — точно так же, как это было с его предшественником Antenna — как возвращение к бескомпромиссному раннему звуку ZZ Top, но уверенности в этом нет. Избавиться от треков которые обгадили хиты середины 80-х типа «Legs» ещё не означает автоматически вернуться на прочную поверхность Tres Hombres, и там, среди 12 треков и 54 минут звукв, слишком много шлака чтобы считать что всё лишнее убрано».
Марк Приндл разразился уничтожающей рецензией, назвав альбом «худшим из всех альбомов группы».
Старые бородатые парни играют идиотски медленный скучный, заезженный, лишённый хуков блюз-рок…Барабаны звучат лучше, чем в их предыдущем альбоме (и везде долбятся через какой-то странный хипстерский эффект), клавишные и вправду наконец ушли, и три хороших песни разбросаны по диску вместо того чтобы все их запихать в начало, но это - всё позитивное, что я могу сказать вам об этом порожняке… Совершенно исключено, что хоть одна из этих песен была написана до того как они вошли в студию. Там просто нечего слушать! Если это и вправду было попыткой вернуть их блюзовые корни, то это колоссальный провал.
Оригинальный текст (англ.)…old bearded people playing stupefyingly slow, boring, cliched, hookless blues rock. The drums sound better than on the last one (and are pumped through some odd hipster effects here and there), the keyboards really ARE gone finally, and the three good songs are spread throughout the CD rather than all crammed at the beginning, but that’s about all the positives I can give you for this load of empty hay…There is NO WAY that any of these songs were pre-written before they entered the studio. There’s just nothing going on! If this was truly an attempt to get back to their blues roots, they failed gigantically.
По прошествии двадцати лет Билли Гиббонс, отвечая на вопрос интервьюера, назвал альбом своим самым любимым для него лично: «Я думаю, это наихудший по продажам альбом 1996 года Rhythmeen. Это мой любимый альбом. Пусть даже это противоречит моим другим заявлениям. Это подлинная работа лишь в составе трио и это подлинный блюз-рок».

## Список композиций
- «Rhythmeen» (Билли Гиббонс) — 3:53

«Rhythmeen» (англ. Крутой ритм). Песня названа «убедительной и интересной, но не захватывающей», «с коричневым звучанием, почти без высоких частот и мелодичной блюзовой концовкой», «чумовое буги, с шейкерами, маракасами и тамбурином». Марк Приндл назвал песню одной из тех трёх песен, заслуживающих внимания в альбоме, определив их как «задорные песни, которые можно петь вместе». Билли Гиббонс также называет песню одной из трёх любимых в альбоме. В песне поётся о том, что «крутой ритм Нового Орлеана» можно почувствовать везде: хоть попивая пиво Dixie 45 в серебристом Lincoln Continental, хоть в Ford Galaxy (противопоставляются автомобиль класса люкс и семейный минивэн). При записи песни Билли Гиббонс использовал свою знаменитую гитару Pearly Gates.
- «Bang Bang» (Билли Гиббонс) — 4:28

Bang Bang (англ. Бац-бац). Наряду с заглавной, песня названа «убедительной и интересной, но не захватывающей». «Гитара хрипящая, как ад. По-настоящему „дисторшн“ и грязная. Симпатичное чередование ритмических сбивок и пауз даёт песне дыхание. Соло сырое и грубо сделанное». Вместе с тем, есть и такое мнение: «Симпатичное начало переходит в тупой двухаккордный „блюзовый“ дерьмовый куплет. Припев тоже тупой. Боже! Зачем они потратили такой замечательный вступительный рифф на такую отвратительную песню». Текст песни — типичный рок-н-ролл, содержащий «излюбленную ZZ Top лирику». При записи использовалась гитара Gibson Les Paul Goldtop 1955 года выпуска.
- «Black Fly» (Билли Гиббонс) — 3:31

«Black Fly» (англ. Красотка). В песне отмечают жирный звук вступительных риффов, и утверждается, что именно так должен звучать Gibson Les Paul. Марк Приндл вновь охарактеризовал песню как: «тупой вялый блюзовый рифф». Билли Гиббонс включил песню в число трёх любимых в альбоме. В песне обыгрывается словосочетание «black fly», в основном значении «мошка», но здесь очевидно используется сленговое значение «красотка». Сыграна на Fender Esquire 1956 года.
- «What’s Up with That» (Билли Гиббонс, Джо Харди, Лютер Ингрэм[англ.], Мак Райс[англ.]) — 5:19

«What’s Up with That» (англ. Что с этим поделать?). Песня, выпущенная синглом, оценивается высоко. «Лучшая песня в альбоме — лёгкая „What’s Up with That“ с блюзовой гармоникой и прекрасными свободными соло». «Начинающаяся со взрыва блюзовой гармоники, песня переходит в проникновенный грув в духе Stax Records, отсылающий к The Staple Singers» «заимствование из песни «Respect Yourself» группы The Staple Singers вплоть до припева „на-на-на“». Марк Приндл отнёс песню к трём хорошим трекам в альбоме: «непринуждённый весёлый фузз». Билли Гиббонс сказал, что эта песня — дань великим ритм-н-блюз музыкантам из Мемфиса. Текст песни непривычно серьёзен, по крайней мере — для ZZ Top; он «каталогизирует жизненные передряги», однако Билли Гиббонс сказал, что «это, может быть, немного сложно анализировать, но по сути это не больше, чем язык блюза». Сыграна на Fender Esquire 1956 года. Партию гармоники исполнил Джеймс Харман
- «Vincent Price Blues» (Билли Гиббонс, Дасти Хилл, Фрэнк Бирд) — 6:04

«Vincent Price Blues» (англ. Блюз Винсента Прайса). По словам Билли Гиббонса «Мы хотели написать медленный блюз хотя бы с одним элементом, выделяющим его [из числа других], и мы выкинули все наши сольные импровизации в духе Би Би Кинга, наконец получив последовательность аккордов прямо из фильма ужасов. Я сказал: „Парни, это так же пугающе, как фильмы с Винсентом Прайсом“, — так и назвали песню». Многие довольно высоко оценивают этот блюз: «пропитанный фуззом трек, жёстче чем что-то в альбоме (и также одна из лучших вещей ZZ Top в эпоху после Eliminator)», «бросающий в дрожь, едкий блюз, на который возможно ZZ Top вдохновил Роки Эриксон, друг по давно забытой техасской гаражной группой». По мнению Марка Приндла: «Bad to the Bone», ниже настроенная. Песня навеяна сложностями перехода границы мексиканскими нелегальными эмигрантами и пестрит испанскими словами. Блюз сыгран на Gibson Les Paul Standard «Lil Red».
- «Zipper Job» (Билли Гиббонс, Дасти Хилл, Фрэнк Бирд) — 4:14

«Zipper Job» (англ. Работа с молнией). Типичная по тексту для группы песня, которая оставляет слушателю самому решать, что подразумевается под занятием девушки с молнией на брюках. «Ну какой релиз ZZ Top был бы без благожелательного (но честного) распутства? Группа оправдывает ожидания песней „Zipper Job“ (включите своё воображение)…». С точки зрения музыки высказано, например, такое мнение, что «Его [Билли Гиббонса] арсенал крутых блюзовых риффов поднимает даже такие заурядные вещи, как Zipper и Hairdresser до уровня маленьких шедевров». Марк Приндл определил песню, как: «примитивный блюз-роковый ширпотреб».
- «Hairdresser» — 3:48 (Билли Гиббонс, Джо Харди)

«Hairdresser» (англ. Парикмахер). «Ещё один низконастроенный рифф в среднем темпе, который пружинит вместе с партией баса, притормаживая и вновь начиная для большего эффекта». По мнению Марка Приндла: «Скользкий кисель. Два аккорда. Медленный. Нудный». Речь в песне идёт о девушке-парикмахере.
- «She’s Just Killing Me» (Билли Гиббонс, Дасти Хилл, Фрэнк Бирд) — 4:55

«She’s Just Killing Me» (англ. Она просто меня убивает). Песня, в исполнении Дасти Хилла, написанная для саундтрека фильма Роберта Родригеса — «От заката до рассвета», послужила основной для концепции всего альбома, выпущена синглом. На неё был снят клип, с участием Джорджа Клуни и Сальмы Хайек. Песня «со знакомым, правильным драйвом, мелодичным и расслабленным блюзовым соло». Марк Приндл: «Две ноты. Блюзовая галиматья ещё в большей степени без изюминки. В бридже три ноты — что ж, блистательно. Пустышка». В песне речь идёт собственно о героине Сальмы Хайек в фильме: танцовщице Сантанико Пандемониум.
- «My Mind Is Gone» (Билли Гиббонс, Джо Харди, Гэри Мун, Стиви Уандер) — 4:06

«My Mind Is Gone» (англ. Мой рассудок пропал). Третья, заслуживающая внимания в альбоме песня, по мнению Марка Приндла, «мрачный скрип». Звук барабанов на песне несколько отличается от звука в других песнях, что породило подозрения в использовании электронной перкуссии. В песне поётся о девушке, которая сводит с ума автора песни.
- «Loaded» — 3:47 (Билли Гиббонс, Джо Харди)

«Loaded» (англ. Набравшийся). В довольно скоростной песне, «весёлом буги» в исполнении Дасти Хилла, отмечается использование интересных гитарных эффектов: «…почти как будто плохой сигнал в повреждённом гитарном кабеле. В этом весь Гиббонс — взять какой-нибудь пердёж и использовать его в песне». Марк Приндл положительно сказал про гитару Билли Гиббонса: «И это умора — слушать гитарный разгул Гиббонса в дрянном трудном, помешанном на дисторшне гранже „Loaded“».
- «Pretty Head» (Билли Гиббонс, Дасти Хилл, Фрэнк Бирд) — 4:37

«Pretty Head» (англ. Милая головка). С точки зрения текста: «Возможно первое место в ряду бессмысленной лирики в этом альбоме». «Чувственный, простой и честный, медленный тяжёлый блюз, в том же духе, как „Vincent Price Blues“». Вместе с тем, есть и такой отзыв: «Три аккорда жалких мачо порождают один аккорд. Медленное блюз-роковое дерьмо».
- «Hummbucking, Pt. 2» (Билли Гиббонс, Дасти Хилл, Фрэнк Бирд) — 5:13

«Hummbucking, Pt. 2» (англ. Отлизать. Часть 2). Одна из трёх любимых Билли Гиббонсом песен в альбоме.
В «Hummbucking» настоящая африканская основа, отчасти из-за старинных этнических африканских барабанов, которые вправду обеспечивают подлинную атмосферу песни. Хотя песня и незамысловата по своей структуре аккордов, сочетание ритма и эффекта двухтонового вокала создаёт то, что лучше всего описать как «mean», «до мозга костей» вещь.
Оригинальный текст (англ.)‘Hummbucking’ has a real African backbone, partly due to the antique African tribal drums that really help to provide an authentic feel to the song. Although the song is simplistic in its chordal structuring, the complexities on the rhythm track and the dual pitched vocal singing effect created what can be best describe as one mean, bad-to-the-bone jam.
Один из обозревателей счёл, что барабаны звучат в духе индастриал, и с ними, а также с несколькими мазками авангардной гитары, песня «один из наиболее амбициозных для группы музыкальных экспериментов». Марк Приндл, в свою очередь описал песню, как «Два аккорда, тошнотворный голос, ноты наперечёт. Скука! Включает неудачную пародию на то „симпатичное начало“, которое они уже потратили раньше в альбоме. Фу!!!». Исходя из текста песни, придуманный термин hummbucking возможно производное от одного из сленговых значений слова humbucker (девушка, которая шумно дышит во время куннилингуса), и тогда частью 1 возможно следует считать песню «Dipping Low (In the Lap of Luxury)» 1985 года.

### Бонус (Япония)
- «Isn’t Love Amazing» (Билли Гиббонс) (5:15)

«Isn’t Love Amazing» (англ. Разве любовь не прекрасна?).

## Участники записи
ZZ Top:
- Билли Гиббонс — гитара, вокал
- Дасти Хилл — бас-гитара, бэк-вокал
- Фрэнк Бирд — ударные, перкуссия

Технический персонал:
- Билл Хэм — музыкальный продюсер
- Билли Гиббонс — музыкальный продюсер
- Джо Харди — звукооператор
- Боб Людвиг — мастеринг-инженер
- Джеймс Блэнд — фотография

## Позиции в хит-парадах
Еженедельные чарты:
| Год  | Чарт                                | Высшая позиция | Пребывание в чарте |
| ---- | ----------------------------------- | -------------- | ------------------ |
| 1996 | Австрия (Ö3 Austria)                | 31             | 7 недель           |
| 1996 | Бельгия/Валлония (Ultratop)         | 18             | 3 недели           |
| 1996 | Великобритания (UK Albums Chart)    | 32             | 2 недели           |
| 1996 | Германия (Offizielle Top 100)       | 9              | 11 недель          |
| 1996 | Нидерланды (Album Top 100)          | 57             | 7 недель           |
| 1996 | Норвегия (VG-lista)                 | 15             | 3 недели           |
| 1996 | США (Billboard 200)                 | 29             | 11 недель          |
| 1996 | Финляндия (Suomen virallinen lista) | 3              | 7 недель           |
| 1996 | Франция (SNEP)                      | 14             | 3 недели           |
| 1996 | Швейцария (Schweizer Hitparade)     | 8              | 8 недель           |
| 1996 | Швеция (Sverigetopplistan)          | 6              | 7 недель           |